# Psalteria
Psalteria war eine tschechische Mittelalter-Folk-Band, bestehend aus vier jungen Frauen. Das Quartett selbst warb mit dem Schlagwort „die mittelalterliche Damenband“. Im Repertoire der Gruppe standen nur überlieferte Stücke aus dem Mittelalter, die die Gruppe auf ihre Weise interpretierte. Neben Liedern auf Deutsch, Lateinisch und Französisch besteht der Großteil aus spanischen Liedern. Aufgrund einer hohen Präsenz auf deutschen Mittelaltermärkten konnte Psalteria hier in der Mittelalterszene eine hohe Popularität erreichen. Im Januar 2007 löste sich die Gruppe auf. Die Bandmitglieder spielen nun aufgeteilt in den Mittelalter-Gruppen BraAgas und Euphorica.

## Diskografie
- 2001: Scalerica d’Oro
- 2004: Por la puerta...
- 2005: Balábile